# Hraničky
Hraničky (něm. Gränzdorf, též Grenzdorf, Grenzdörfel) jsou téměř zaniklá vesnice, která je částí obce Uhelná. Leží v Rychlebských horách, 9 km jihozápadně od Uhelné na hranici s Polskem.

## Historie
Osada Hraničky byla založena roku 1785. Vysoká poloha a neúrodná půda omezovaly možnosti zemědělského využití okolí v podstatě na pěstování ovsa, pastevectví a lesnictví, k nim přistupovalo domácké přadláctví. Přesto se osada rozvíjela, i díky obchodu přes hraniční přechod směrem na Nowy Gierałtów (něm. Neu Gersdorf) na kladské straně. Hraničky měly velkou kapli či kostelík zasvěcený sv. Josefu, postavený původně roku 1809 a obnovený roku 1885 ke stému výročí založení osady. Byla zde i jednotřídní škola (od r. 1883). Od poloviny 19. století však počet obyvatel dlouhodobě klesal.
22. září 1938 podlehla zdejší budova finanční stráže ozbrojenému útoku freikorpsů.
Hraničky patřily od začátku obecního zřízení roku 1850 jako osada k Novým Vilémovicím a s nimi byly i roku 1949 přičleněny k Uhelné.
Po odsunu původních německých obyvatel v letech 1945-1946 pokusy o dosídlení vsi ztroskotaly. Roku 1949 byly poslední čtyři zde žijící rodiny vysídleny a osada byla odsouzena k zániku, který byl dokonán fyzickou likvidací zdejších budov armádou v letech 1959-1960.
Roku 1836 zde bylo 27 domů a roku 1930 jich bylo 39. Z nich zbyl dodnes jen jeden, který pro svou rodinu zachránil lesní dělník Franz Schlegel.

### Vývoj počtu obyvatel
Počet obyvatel Hraniček podle sčítání nebo jiných úředních záznamů:
| Rok            | 1836 | 1869 | 1880 | 1890 | 1900 | 1910 | 1921 | 1930 | 1950 | 1961 | 1970 | 1980 | 1991 | 2001 |
| -------------- | ---- | ---- | ---- | ---- | ---- | ---- | ---- | ---- | ---- | ---- | ---- | ---- | ---- | ---- |
| Počet obyvatel | 281  | 260  | 236  | 222  | 211  | 193  | 192  | 178  | 0    | 14   | 6    | 4    | 6    | 1    |

1. ↑  z toho: 5 Čechoslováků, 159 Němců; 178 řím. kat.

V Hraničkách jsou evidovány 2 adresy : 1 číslo popisné (trvalý objekt) a 1 číslo evidenční (dočasný či rekreační objekt). Při sčítání lidu roku 2001 zde byl zjištěn 1 dům, trvale obydlený.

## Panorama

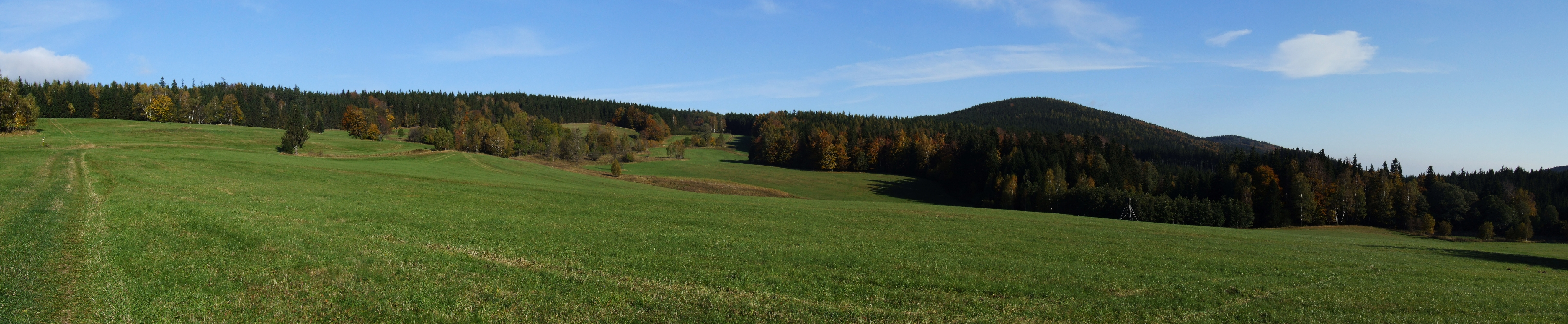
Hraničky dnes